# 室蘭工業大学の人物一覧
室蘭工業大学の人物一覧は、室蘭工業大学に関係する人物の一覧記事。

## 著名な教職員
- 清末愛砂 - 理工学基礎教育センター教授

## 元教職員
- 吉町太郎一 - 旧制室蘭工業専門学校初代学長、建築工学研究の権威
- 幸野豊 - 原子力材料研究の世界的権威
- 田村亨 - 交通工学の研究者、元教授
- 香山晃 - 大学院工学研究科もの創造系領域教授
- 入江正之 - 建築家、早稲田大学理工学部建築学科教授
- 大坪喜久太郎 - 河川水理学の権威、北海道開発における技術的指導者

## 著名な在校生
- パーカー (YouTuber)

## OB・OG

### 政界
- 藤原房雄 - 元公明党参議院・衆議院議員

### 行政
- 青山剛 - 北海道室蘭市市長、元室蘭市議会議員、室蘭工業大学助手
- 宮坂尚市朗 - 北海道厚真町町長
- 田中昌幸 -  北海道深川市市長、元深川市議会議員
- 石田寛 - 通商産業省関東通産局公益部長、省エネルギーセンター専務理事
- 倉内公嘉 - 国土交通省北海道開発局長、国土交通省大臣官房審議官、北海道開発技術センター理事長
- 津田修一 - 国土交通省東北地方整備局長、国土交通省大臣官房技術参事官、国土技術開発賞
- 野田順康 - 国際連合人間居住計画アジア太平洋地域本部長、国土交通省参与

### 財界
- 津田紘 - スズキ株式会社代表取締役社長
- 本多正憲 - 東洋製罐株式会社代表取締役社長
- 西尾弘之 - リンテック株式会社代表取締役社長
- 石田博一 - 三機工業株式会社代表取締役社長
- 酒井伸和 - 株式会社ミノリ代表取締役社長
- 伊勢幸一 - さくらインターネット株式会社取締役、作家
- 大森義行 - 札幌大学・札幌大学女子短期大学部学長
- 泉田孝 - 元ゴールドパック株式会社代表取締役社長、元エアウォーター 専務取締役、元株式会社エアウォーターリビング代表取締役社長、元エアウォーター・エモト株式会社代表取締役社長
- 武田圭策 - 元北海道文化放送株式会社代表取締役社長
- 畑山薫 - 日本発条（ニッパツ）株式会社代表取締役副社長
- 井上一郎 - 伊藤整文学賞創設者、光合金製作所代表取締役会長
- 嶋田健作 - NHNテコラス代表取締役社長、株式会社データホテル代表取締役社長、株式会社オルトプラス最高技術責任者、株式会社コミュニティオ代表取締役社長
- 中澤敬 - 加地テック株式会社（三井E&Sホールディングス系列企業）代表取締役社長

### 研究者・学者
- 青山英樹 - 機械工学者、慶應義塾大学教授、元精密工学会副会長、元型技術協会会長
- 石川千温 - 情報学者、札幌学院大学教授
- 岸徳光 - 土木工学者、元室蘭工業大学副学長、元釧路工業高等専門学校長、内閣府原子力安全委員会委員
- 佐々木一正 - 工学者（光ファイバ）、北海道工業大学教授
- 佐々木哲之 - 工学者、建築家、星槎道都大学教授
- 佐藤靖彦 - 工学者、早稲田大学教授、セメント協会論文賞
- 菅原一晴 - 工学者、群馬大学准教授
- 松岡健一 - 工学者、元室蘭工業大学学長、室蘭工業大学名誉教授
- 山田進 - 工学者、苫小牧工業高等専門学校教授
- 乗木新一郎 - 環境学者、北海道大学名誉教授
- 魚住超 - 工学者、室蘭工業大学教授
- 媚山政良 - 工学者、室蘭工業大学教授
- 佐藤一彦 - 工学者、元室蘭工業大学学長
- 田下和男 - 工学者、旧北海学園北見大学名誉教授
- 繁富香織 -  工学者（医療工学）、北海道大学特任准教授、「細胞折り紙」
- 真柄祥吾 - 建築学者、北海学園大学教授
- 宮城克徳 - 工学者、金沢工業大学教授
- 宮本登 - 工学者、北海道大学名誉教授、元日本機械学会理事、元自動車技術会理事
- 曽我聡起 - 情報工学者、教育工学者、公立千歳科学技術大学教授
- 尾崎訒 - 土木工学者、コンクリート耐久技術、室蘭工業大学名誉教授
- 坂口眞人 - 化学者、 市邨学園短期大学生活文化学科教授、名古屋経済大学短期大学部生活文化学科教授、静岡県立大学環境科学研究所教授
- 中田隼矢 - 工学者（材料工学）、岐阜大学教育学部准教授

### その他
- 吉村伸一 - 技術士(多自然型川づくりの専門家)
- 西方里見 - 建築家(高断熱・高気密住宅設計の専門家)

### 芸能
- THE BLONDIE PLASTIC WAGON - ロックバンド